# Lesparre-Médoc
Lesparre-Médoc (gaskonsko L'Esparra) je naselje in občina v jugozahodni francoski regiji Akvitaniji, podprefektura departmaja Gironde. Leta 2011 je naselje imelo 5.660 prebivalcev.

## Geografija
Naselje se nahaja v pokrajini Gaskonji sredi polotoka Médoc, med Biskajskim zalivom na zahodu in estuarijem Gironde na vzhodu.

## Uprava
Lesparre-Médoc je sedež istoimenskega kantona, v katerega so poleg njegove vključene še občine Bégadan, Blaignan, Civrac-en-Médoc, Couquèques, Gaillan-en-Médoc, Naujac-sur-Mer, Ordonnac, Prignac-en-Médoc, Queyrac, Saint-Christoly-Médoc, Saint-Germain-d'Esteuil, Saint-Yzans-de-Médoc, Valeyrac in Vendays-Montalivet s 17.547 prebivalci.
Naselje je prav tako sedež okrožja, v katerem se nahajajo kantoni Castelnau-de-Médoc, Lesparre-Médoc, Pauillac, Saint-Laurent-Médoc in Saint-Vivien-de-Médoc z 83.741 prebivalci.

## Zanimivosti
- stolp Tour de l'Honneur, ostanek nekdanjega gradu gospostva Lesparre iz 14. stoletja,
- neogotska cerkev Saint-Trélody, zgrajena v 19, stoletju na mestu nekdanje samostanske cerkve iz 11. stoletja,
- neogotska cerkev Marijinega Vnebovzetja iz 19. stoletja.

## Pobratena mesta
- Drayton, Oxfordshire (Anglija, Združeno kraljestvo),
- Olhão (Portugalska).